# Nacho de Paz
Ignacio de Paz Sánchez, Oviedo, 28 de març de 1974, va estudiar piano i composició, i va acabar els seus estudis a Barcelona amb matrícula d'honor. Va estudiar composició amb José Luis de Delás i direcció d'orquestra amb Arturo Tamayo i Pierre Boulez. Becat pel govern alemany i l'Ensemble Modern en 2006, va realitzar un Màster en música contemporània en la universitat de Frankfurt.
Exerceix activitats educatives especialitzades en música contemporània en col·laboració amb centres musicals museus i universitats en San Sebastián, Barcelona, Girona, Alcalá de Henares i Madrid. Entre aquestes activitats, ocupa la càtedra d'Anàlisi de Música Contemporània del Conservatori Superior de Música d'Aragó. Nacho de Paz és un artista de l'agència Musiespaña.

## Guardons[1]
- Premi Internacional de Composició Joan Guinjoan (2002)
- Premi Internacional de Composició Luigi Russolo (2003)
- Premi Internacional de Composició SGAE d'electroacústica

## Carrera professional
Assistent d'Arturo Tamayo en nombroses ocasions, amb l'Orchestre Philarmonique du Luxembourg, Orquestra Simfònica d'Euskadi, Orquestra del Teatre Nacional Sao Carlos de Lisboa, Orquestra Simfònica de Barcelona i Nacional de Catalunya, Jove Orquestra Nacional d'Espanya, Orquestra de la Comunitat de Madrid, Orquestra i Cor Nacionals d'Espanya o la Netherlands Radio Symphony Orchestra.
Director assistent en l'Acadèmia de Música Contemporània CDMC-INAEM del 2001 al 2005, tanmateix va ser director de l'Ensemble Obert i el Diabolus in Musica de Barcelona, centrant-se en la difusió de la música del segle XX i d'avantguarda.
Director de la Internationale Ensemble Modern Akademie a Frankfurt am Main la temporada 2006/07. Actualment és director habitual en tots els cicles i festivals rellevants de música contemporània espanyols.
En 2007 va dirigir a l'Ensemble Modern en la producció de l'òpera Die Dreigroschenoper (Weill/Brecht), retransmesa pel canal Arte. Ha dirigit en l'Alte Oper i Shauspielhaus de Frankfurt, Sprechwerk d'Hamburg, ZKM de Karlsruhe, RadioKulturhaus i Arnold Schönberg Center de Viena i en la majoria dels auditoris espanyols més importants.
L'any 2010 va ser l'encarregat de dirigir el concert de cloenda del I premi internacional de composició Auditori Nacional de Música-Fundació BBVA a l'Orquestra Nacional d'Espanya.

## Estrenes
A fet estrenes mundials d'obres d'Agustí Charles, José García Román, Roberto López, Vassos Nicolau i Luis de Pablo. Estrenes a Espanya de Pierre Boulez, Sylvano Bussotti, Joan Guinjoan, Klaus Huber, Magnus Lindberg, Luigi Nono, Karlheinz Stockhausen, Iannis Xenakis, etc. A més ha realitzat estrenes a Àustria, Alemanya, França i Portugal.

## Gravacions
Ha gravat per a segells i televisions com ZDF, Hessischer Rundfunk, ORF-1, TVE, Timpani Rècords, Claves, Stradivarius o Col Legno entre d'altres.